# Chester (comté de Warren, New York)
Pour les articles homonymes, voir Chester.
Chester est une municipalité (town) américaine de l'État de New York, située dans le comté de Warren.

## Géographie
La municipalité s'étend sur 225,59 km2 au nord du comté de Warren et est limitrophe de celui d'Essex au nord,. Elle est arrosée par la Schroon, qui marque sa limite orientale, et par l'Hudson, qui la délimite à l'ouest.
Elle comprend les localités de Chestertown, Darrowsville, Igerna, Pottersville et Riparius.
|           | Schroon     |         |
| Johnsburg | Chester     | Horicon |
| Thurman   | Warrensburg |         |

## Histoire
La municipalité est créée en 1799 par détachement d'une partie de celle de Thurman.

## Politique et administration
La municipalité est administrée par un superviseur et un conseil de quatre membres élus pour deux ans.